# Внутрішні війська МВС Казахстану
Внутрішні війська Міністерства внутрішніх справ Республіки Казахстан (каз. Қазақстан Ішкі істер министрлігі ішкі әскері) — були утворені у 1992 році на основі частин і підрозділів внутрішніх військ СРСР, що базувалися на території колишньої Казахської РСР і існували у Казахстані до 21 квітня 2014 року, коли були переформовані у Національну гвардію Казахстану, що входить до складу єдиної системи органів внутрішніх справ.

## Історія

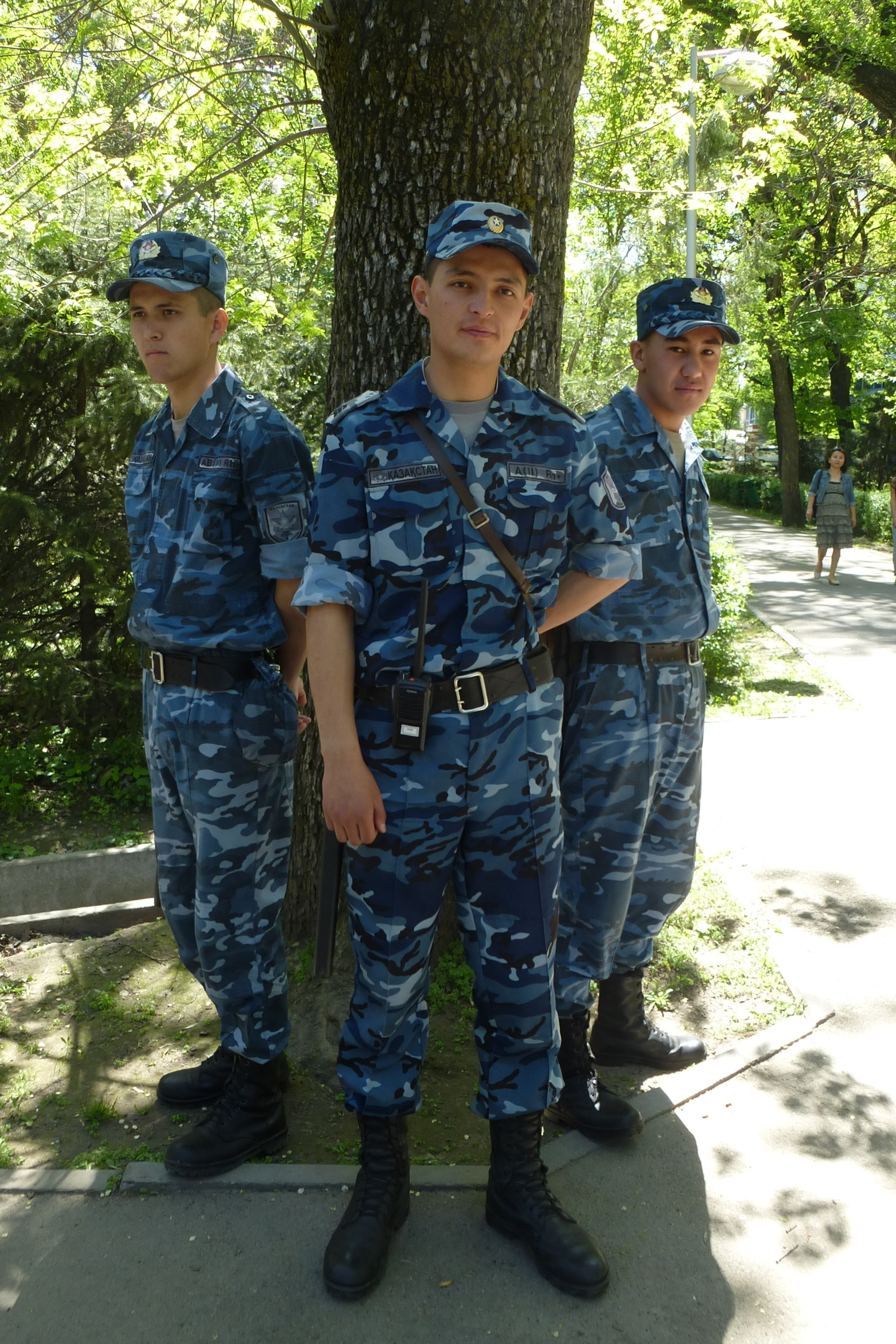
Військовослужбовці Національної гвардії Казахстану на патрулюванні. м.Алмати, травень 2014.

Важливі події в історії Внутрішніх військ Казахстану
- 10 січня 1992 року  Указом Президента Республіки Казахстан  Нурсултана Назарбаєва були створені Внутрішні війська МВС Республіки Казахстан.
- 1 липня 1998 року в Астані Верховний головнокомандувач Республіки Казахстан Нурсултан Назарбаєв вручив двом частинам столичного гарнізону бойові знамена.
- 2009 року Внутрішні війська брали активну участь у спільному стратегічному командно-штабному навчанні «Взаємодія-2009» на полігоні «Матибулак», із залученням підрозділів, що входять до складу Колективних сил оперативного реагування ОДКБ.
- Навесні 2010 року військовослужбовці військової частини 5514 разом із співробітниками МНС, департаменту зі справ оборони і військовослужбовцями Міністерства оборони надавали допомогу жителям селища Кизилагаш Алматинської області, що постраждало через прорив дамби.
- З 2010 року Внутрішні війська приступили до виконання завдання із забезпечення, створених за Указом Президента Республіки Казахстан, спеціалізованих міжрайонних судів, які розглядають кримінальні справи за скоєння тяжких і особливо тяжких злоченів.[1]
- 21 квітня 2014 р., ВВ МВС РК були перетворені[2] на Національну гвардію Казахстану[ru], що входить до складу єдиної системи органів внутрішніх справ.

## Завдання
Внутрішні війська міністерства внутрішніх справ Республіки Казахстан є складовою єдиної системи органів внутрішніх справ Республіки Казахстан. Принципом діяльності внутрішніх військ, що закріплений у законодавстві Казахстану є забезпечення безпеки особистості, суспільства і держави, захист прав і свобод людини і громадянина від злочинних й інших посягань.
Задачами Внутрішніх військ є:
- охорона важливих державних об'єктів і спеціальних вантажів під час перевезення;
- здійснення контролю та нагляду за поведінкою осіб, які утримуються у виправних установах, за винятком призначених для відбування покарання засуджених жінок, неповнолітніх, в'язниць та слідчих ізоляторів, а також громадян, які перебувають на їх території;
- охорона виправних установ, за винятком призначених для відбування покарання засуджених жінок, неповнолітніх, в'язниць та слідчих ізоляторів;
- конвоювання засуджених та осіб, взятих під варту;
- участь спільно з органами внутрішніх справ в охороні громадського порядку, припиненні масових і групових порушень громадського порядку, забезпечення громадської безпеки та правового режиму надзвичайного стану, правового режиму антитерористичної операції, участь в проведенні антитерористичної операції, участь в ліквідації наслідків надзвичайних ситуацій (стихійних лих, великих аварій і катастроф);
- виконання окремих завдань у системі територіальної оборони Республіки Казахстан у воєнний час;
- боротьба з незаконними збройними формуваннями;
- припинення особливо небезпечних правопорушень, диверсій, актів тероризму, збройних зіткнень і роз'єднання протиборчих сторін;
- вирішення інших завдань, покладених на Внутрішні війська законодавством Республіки Казахстан.[3]

## Органи управління
Управління внутрішніми військами здійснювалось головним командуванням Внутрішніх військ Республіки Казахстан.

### Командувачі
- 2008 - 2014 генерал-майор Жаксиликов Руслан Фатіхович
- 15 вересня 2003 – 19 серпня 2008 Сулейманов Каірбек Шошанович[ru]
- січень 2002 – 15 вересня 2003 Джанасаєв Булат Бахитжанович[ru]

### Начальники штабу
- полковник Ашкаров Бейбіт Іскакович

## Навчальні заклади
- Вище військове училище Внутрішніх військ МВС Республіки Казахстан

## Символіка
Внутрішні війська мають власний прапор і емблему. Регіональні командування, з'єднання та військові частини Внутрішніх військ мають бойові знамена встановленого зразку.